# Politikens filmjournal 099
|  | Denne artikel er oprettet af botten Steenthbot ud fra en ekstern database. Den kan derfor have sproglige fejl eller mangler. Denne skabelon kan fjernes efter kontrol af indholdet. |

Politikens filmjournal 099 er en dansk ugerevy fra 1951.
I ugerevyen indgår bl.a. klip fra reportagefilmen Ebeltofts 650 års jubilæum.

## Handling
1) Persien underkender kendelsen fra Verdensdomstolen i Haag i oliestriden med England.

2) Fysikprofessorer fra hele verden deltager som Niels Bohrs gæster i videnskabskongres på Københavns Universitets Institut for Teoretisk Fysik. Fysikerne får is i pausen udenfor auditoriet.

3) Kong Frederik IX og Dronning Ingrid besøger Grenå. Modtages af amtmand Holck. Tur gennem byen og besøg hos Grenå Dampvæveri.

4) Tennismesterskabsfinalen i Wimbledon mellem australske Ken McGregor og amerikanske Dick Savitt.

5) Raske drenge i Hundested tjener lommepenge ved at banke søm i nye molepæle til havnen. Sømmene ruster og forhindrer derved pæleorme at trænge ind i træet.

6) Ebeltofts 650 års jubilæum. Kong Frederik IX og dronning Ingrid besøger byen.

7) Berlin: Brevduer benyttes til transport af ordresedler fra repræsentant til fabrik.

8) "Dødskører"-opvisning i Canada.

## Medvirkende
- Niels Bohr
- Kong Frederik IX
- Dronning Ingrid